# Kidsty Pike
Kidsty Pike ist ein 780 m hoher Berg im östlichen Teil des nordenglischen Nationalparks Lake District und einer der 214 Wainwright genannten Berge, wo er den  Far Eastern Fells zugeordnet ist.
Der Autor Alfred Wainwright führt seinen Coast to Coast Walk über den Kidsty Pike als höchsten Punkt dieser Wanderung quer über die britische Insel.

## Name
Den Namen leitet man her von den altnordischen Bezeichnungen kith = junge Ziege, stigr = Pfad  und pik = Gipfel als Gipfel beim Ziegenpfad.

## Lage und Beschreibung
Kidsty Pike ist der höchste Punkt eines langgezogenen Grates, der westlich des Haweswater Reservoir vom 792 m hohen Rampsgill Head nach Osten zum ehemaligen Dorf Mardale verläuft und die Täler Riggindale (südlich) und Randale (nördlich) trennt. Damit ist Kidsty Pike ein südöstlich vorgelagerter Nebengipfel des 500 m entfernten Rampsgill Head, der seinerseits dem höchsten Gebirgskamm zwischen dem Patterdale und dem Mardale angehört.
Zum Rampsgill Head hin, nach West und Nordwest, fällt Kidsty Pike relativ flach ab. Die Südseite fällt steil und weglos über schroffe Felsen und Geröllhalden ins 500 m niedrigere Riggindale.
Zum Kidsty Pike führen nur kleine Bergpfade. Vom Gipfel nach Südost verläuft ein steiler Pfad durch die Felsklippen Kidsty Howes ehemals zum Dorf Mardale, heute zum Haweswater Reservoir. Nach Westen führt ein Pfad links an Rampsgill Head vorbei zu den Straits of Riggindale, einer Senke im Gratverlauf, von wo ein Pfad nordwestlich über The Knott in Richtung Bannerdale und Boredale sowie ein weiterer nach Süden zum Berg High Street führt. Westlich der Straits of Riggindale fallen steile weglose Hänge ab zum 400 m tiefer gelegenen Hayeswater in einem Tal, das sich nach Nordwesten ins Patterdale öffnet. Fast direkt nach Norden, rechts an Rampsgill Head vorbei, verläuft der Gratweg zum 803 m hohen High Raise.
Der Riggindale Beck entspringt im steilen Talkessel zwischen Kidsty Pike und den Straits of Riggindale. Er mündet ins Haweswater Reservoir. An der Nordflanke entspringt der Randale Beck, der ebenfalls ins Reservoir fließt.